# マドゥライ・スルターン朝

マドゥライ・スルターン朝
Madurai Sultanate

マドゥライ・スルターン朝（マドゥライ・スルターンちょう、ペルシア語：مابار سلطنت、英語：Madurai Sultanate）は、インドのタミル地方に存在したイスラーム王朝（1334年 - 1378年）。マドゥライ王国とも呼ばれる。首都はマドゥライ。

## 歴史

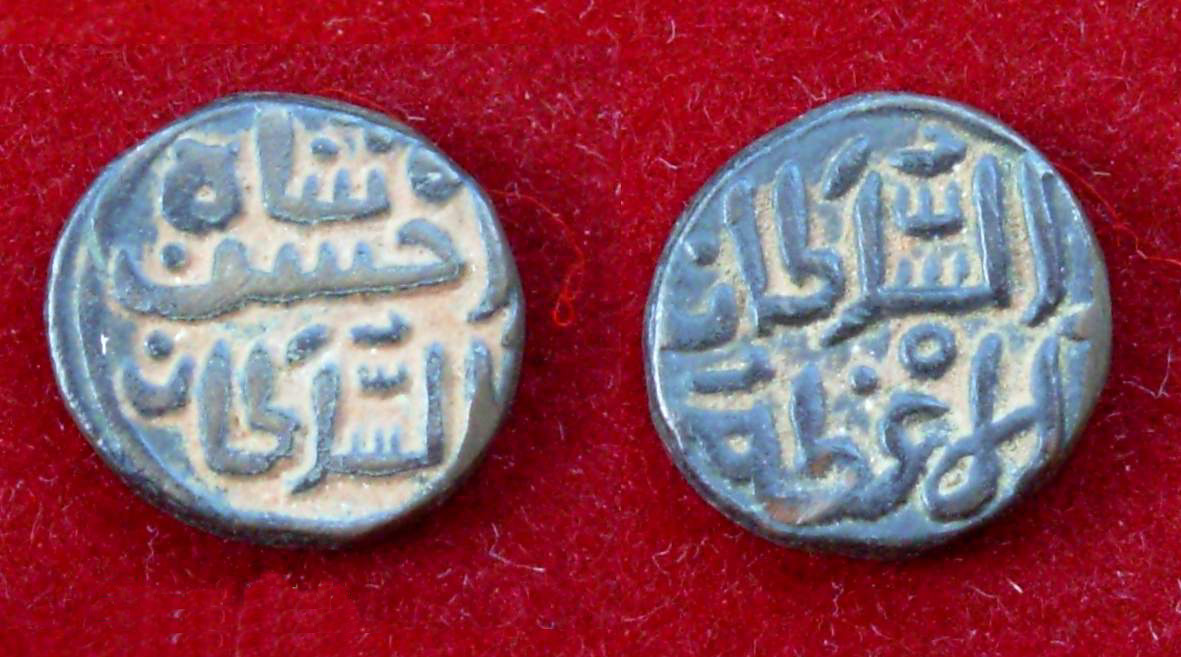
ジャラールッディーン・アフサン・シャーのコイン

14世紀初頭、デリー・スルターン朝のトゥグルク朝の時代、その君主ムハンマド・ビン・トゥグルクはダウラターバード遷都などの失政を重ね、各地は不穏な状況となった。
1334年、ムハンマド・ビン・トゥグルクがダウラターバードからデリーに引き上げると、同年に南インドのタミル地方（当時はマーバールと呼ばれた）の地方長官ジャラールッディーン・アフサン・ハーンはトゥグルク朝から独立し、マドゥライ・スルターン朝を建国した。
ムハンマド・ビン・トゥグルクは軍を率いてこの反乱を鎮圧しようとしたが、タミル地方に到着する前に軍の大部分が伝染病にかかったため、この地域はトゥグルク朝の支配から離れた。
また、1336年に南インドではカルナータカ地方の統治を任されていたハリハラとブッカの兄弟もトゥグルク朝から独立し、ヴィジャヤナガル王国を建国した。
マドゥライ・スルターン朝は同じ南インドのホイサラ朝と争い、1342年にホイサラ朝との戦いでその王バッラーラ3世を戦死させたが、1346年にホイサラ朝の領土はヴィジャヤナガル王国に併合された。
その後、マドゥライ・スルターン朝はヴィジャヤナガル王国に押されるようになり、1370年にクマーラ・カンパナ率いるヴィジャヤナガル王国の遠征軍により制圧された。
その後、1378年にマドゥライ・スルターン朝はヴィジャヤナガル王国の君主ハリハラ2世により、その領土の併合が宣言された。